# Brockley

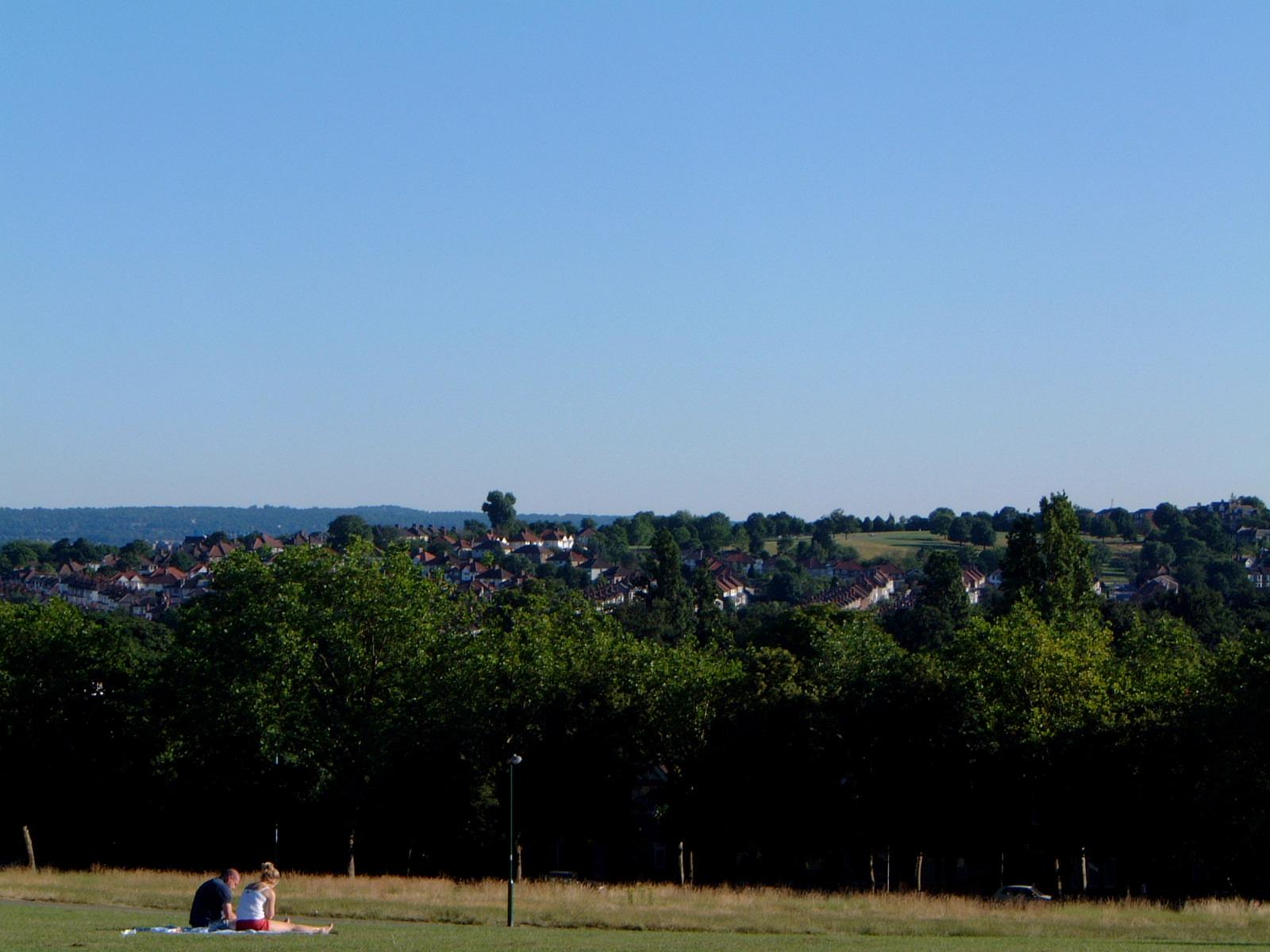
Đồi Blythe nhìn từ Cánh đồng Hilly

Brockley là một quận thuộc Nam Luân Đôn, Anh, nằm tọa lạc tại Khu Lewisham của Luân Đôn. Brockey cách 5 dặm (8 km) về phía đông nam củaCharing Cross.
Khu vực này có mã quận là SE4 and SE14. Brockley có nhiều không gian mở xanh thu hút người đến, nổi bật có Đồi Blythe, Nghĩa trang Brockley và Ladywell (mở cửa năm 1858 và nay là khu bảo tồn thiên nhiên) và Cánh đồng Hilly.